# بیل جوی
ویلیام نلسون جوی (به انگلیسی: William Nelson Joy) یا بیل جوی (زاده ۸ نوامبر ۱۹۵۴، میشیگان، آمریکا) دانشمند آمریکایی علوم کامپیوتر است. او یکی از بنیانگذاران شرکت سان مایکروسیستمز در سال ۱۹۸۲ است. او همچنین بخاطر نوشتن مقاله چرا آینده به ما نیازی ندارد، که در آن وی نگرانی عمیق خود را از توسعه فناوری‌های مدرن بیان کرده، شهرت دارد.